# アパルーサの決闘
『アパルーサの決闘』（原題：Appaloosa）は、2008年公開のアメリカの西部劇映画。エド・ハリス2度目の監督作品。原作はロバート・B・パーカーによる同名の小説である。2008年の第33回トロント国際映画祭で上映された。日本では劇場公開されずビデオスルーになった。

## ストーリー
1882年のアメリカ西部。凄腕ガンマンのヴァージル・コールと相棒のエヴェレット・ヒッチは雇われ保安官を生業としていた。無法な牧場主ブラッグの横暴に悩むアパルーサの町は、秩序を取り戻すためにコールとヒッチを雇った。
コール達が睨みを効かすアパルーサに、魅力的な未亡人アリソンがやって来た。アリソンに微笑みかけられ、結婚を意識するコール。しかし相棒のヒッチは、こっそり自分にまで色目を使うアリソンを疑っていた。
ブラッグを、殺人容疑で逮捕するコールとヒッチ。しかし、ブラッグは仲間を使ってアリソンを人質に取り、逃走した。
追跡を開始するコールとヒッチ。アリソン救出に成功し一味も退治したが、ブラッグだけは仲間を見捨てて逃げ去った。
実はブラッグは、時のアメリカ大統領の無名時代の知人だった。その縁で恩赦を取り付け、罪を帳消しにしたブラッグは、どこからか大金まで得て、アパルーサの町に戻って来た。
実業家として町に君臨するブラッグ。そんなブラッグに接近するアリソン。美しく上品だが天涯孤独なアリソンは、常にその場で一番強い男のものになることで生き延びて来た女だったのだ。
町に居づらくなり、旅に出ようとコールを誘うヒッチ。だが、コールはアリソンを諦め切れない。
相棒コールをよく理解しているヒッチは、ブラッグに一対一の決闘を挑み、撃ち殺した。
この決闘は違法だ。もはや保安官であるコールと共にはいられない。ヒッチは一人、アパルーサの町から旅立つのだった。

## 登場人物
ヴァージル・コール
演 - エド・ハリス
ガンマン。
エヴェレット・ヒッチ
演 - ヴィゴ・モーテンセン
コールの相棒。理知的でクール。士官学校出身の軍人だったが馴染めなかったことで除隊した過去を持つ。コールとは10年以上の付き合いになる。獲物はショットガン。
アリソン・フレンチ
演 - レネー・ゼルウィガー
未亡人。愛称はアリー。美しく上品。ピアノが弾ける。
ランダル・ブラッグ
演 - ジェレミー・アイアンズ
牧場主。横暴な性格。港の税関で働いていた過去がある。
フィル・オルソン
演 - ティモシー・スポール
町の有力者。娘がいる。
アール・メイ
演 - ジェームズ・ギャモン
町の有力者の一人。
アブナー・レインズ
演 - トム・バウアー
町の有力者の一人。
クライド・ストリンガー
演 - レックス・リン
郡保安官。
リング・シェルトン
演 - ランス・ヘンリクセン
兄弟のガンマンの兄のほう。
マッキー・シェルトン
演 - アダム・ネルソン
兄弟のガンマンの弟のほう。

## キャスト
| 役名                         | 俳優                       | 日本語吹替 |
| ---------------------------- | -------------------------- | ---------- |
| ヴァージル・コール           | エド・ハリス               | 佐々木勝彦 |
| エヴェレット・ヒッチ         | ヴィゴ・モーテンセン       | 加藤亮夫   |
| アリソン・フレンチ           | レネー・ゼルウィガー       | 渡辺美佐   |
| ランダル・ブラッグ           | ジェレミー・アイアンズ     | 佐々木梅治 |
| リング・シェルトン           | ランス・ヘンリクセン       | 谷口節     |
| マッキー・シェルトン         | アダム・ネルソン           |            |
| フィル・オルソン             | ティモシー・スポール       | 浦山迅     |
| ケイティ                     | アリアドナ・ヒル           | 瀬尾恵子   |
| アール・メイ                 | ジェームズ・ギャモン       | 藤本譲     |
| アブナー・レインズ           | トム・バウアー             | 小島敏彦   |
| クライド・ストリンガー保安官 | レックス・リン             |            |
| ジョー・ホイットフィールド   | ガブリエル・マランツ       | 三戸崇史   |
| ヴィンス                     | ティモシー・Ｖ・マーフィ   |            |
| チョーク                     | ジェームズ・ターウォーター |            |
| ディーン                     | ルース・レインズ           |            |
| ブロンク                     | ボイド・ケストナー         |            |

- その他日本語吹き替え

藤真秀、加納千秋、梅津秀行、園部啓一、木村雅史、谷昌樹、乃村健次、斉藤次郎、丸山壮史、悠渚佳代

## スタッフ
- 監督：エド・ハリス
- 製作：エド・ハリス、ロバート・ノット
- 原作：ロバート・B・パーカー『アパルーサの決闘』
- 脚本：エド・ハリス、ロバート・ノット
- 音楽：ジェフ・ビール
- 製作総指揮：マイケル・ロンドン、トビー・エメリッヒ、サム・ブラウン、コッティ・チャブ
- 撮影：ディーン・セムラー
- 美術：ワルデマー・カリノウスキー
- 編集：キャスリン・ヒモフ
- 衣装：デヴィッド・C・ロビンソン
- 日本語字幕翻訳：藤澤睦実
- 日本語吹替翻訳：久保喜昭
- DVD販売元：ワーナー・ホーム・ビデオ

## 評価
レビュー・アグリゲーターのRotten Tomatoesでは164件のレビューで支持率は76%、平均点は6.70/10となった。Metacriticでは32件のレビューを基に加重平均値が64/100となった。